# Purwodadi (Muara Padang)
Purwodadi is een bestuurslaag in het regentschap Banyuasin van de provincie Zuid-Sumatra, Indonesië. Purwodadi telt 2555 inwoners (volkstelling 2010).